# Albane Linÿer
Albane Linÿer, née le 27 avril 1994 à Paris, est une auteure et scénariste française. Elle crée en 2018 la bibliothèque itinérante Bibliothèqueer et publie en 2019 son premier roman J’ai des idées pour détruire ton égo.

## Biographie

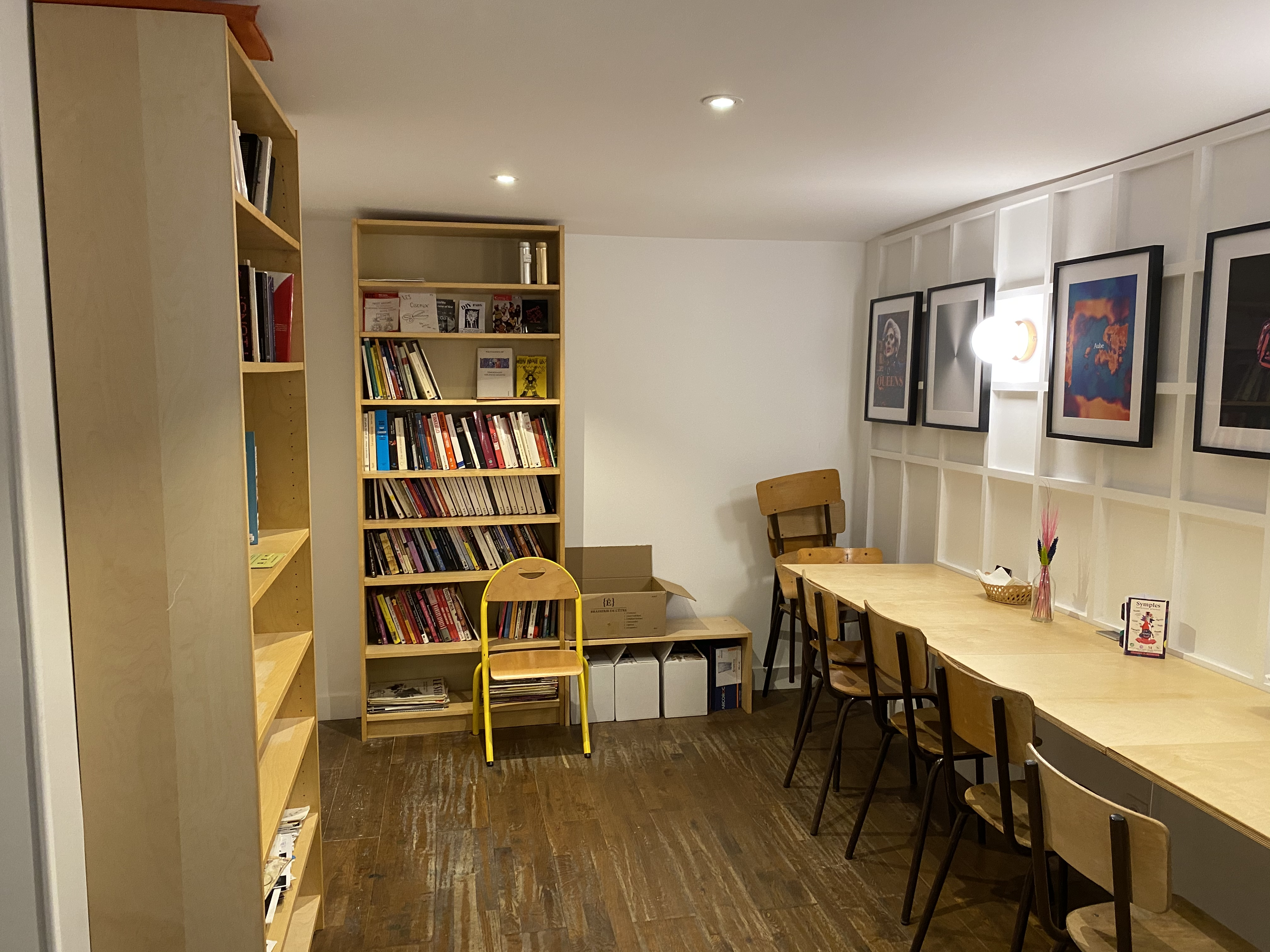
Locaux de Bibliothèqueer à Paris, juillet 2020

Née à Paris le en 1994, Albane Linÿer est élevée en France et en Russie. Elle commence à écrire très jeune et se découvre une passion pour les langues et la lecture.
Elle poursuit des études de cinéma à Paris et à Lisbonne puis obtient un master en écriture dramatique de la Central Saint Martins à Londres.
Elle devient ensuite scénariste et travaille pour plusieurs maisons dont Disney et l’Incroyable Studio.
À 25 ans elle publie son premier roman J’ai des idées pour détruire ton égo, chez Editions Nil (Robert Laffont). Son manuscrit est sélectionné pour être édité chez Robert Laffont et les étapes du processus de création du livre sont racontées dans un podcast, Primo. 

## Œuvres et Bibliothèqueer
Pour le compte de Tinder France et aux côtés de Marion Séclin elle écrit et narre le podcast « Libre(s) ». Elle est aussi à l’initiative en 2018 de la Bibliothèqueer, première bibliothèque LGBTQ+ itinérante de France afin de « diffuser une littérature queer, souvent invisibilisée ».
Son premier roman est publié à l’été 2019 et explore le désir et ses limites. Chaque chapitre porte le nom d’un des personnages du roman, toutes des femmes, et lesbiennes pour la plupart.
Léonie, personnage principal, est une jeune femme de 27 ans qui manque d’ambition. Après un évènement catastrophique elle se retrouve en charge d’une petite fille, Eulalie. Ensemble elles vont traverser la France pour rejoindre l’ex de Léonie, Angela. Ces deux dernières ne se sont pas vues depuis 10 ans.
Son second roman, et après les gens meurent, est publié en janvier 2022 et se présente comme la suite du premier. On y retrouve les mêmes personnages 10 ans plus tard les événements du premier roman ce qui fait s'y côtoyer deux générations de femmes décrites « avec autant de perspicacité que de douceur, et de malice ».